# Dionisio Andrea Sancassani
Dionisio Andrea Sancassani, né à Scandiano le 7 avril 1659 et mort à Spolète le 11 mai 1738, est un médecin italien.

## Biographie
Né à Gualtieri en 1659, fit ses études à l’Université de Bologne. Reçu docteur à l’âge de dix-neuf ans, il alla faire sa pratique à Florence, dans l’hospice de Ste-Marie-Nouvelle, et au bout d’un an il revint à Reggiolo, où sa famille s’était retirée depuis quelque temps. Après avoir successivement exercé son art à Gonzague, à Bozolo, à Gazzuolo, à Reggiolo et à Comacchio, il fut appelé en 1718 à la cour de Ferdinand de Gonzague, duc de Guastalla. Il resta auprès de ce prince jusqu’en 1723, époque où, à la suite de quelques désagréments, il recommença sa vie de médecin errant de ville en ville. Comacchio, Fusignagno, Bevagna, Spolète et même Guastalla le reçurent tour à tour, et il fit dans chacune de ces villes un séjour de quelques années. Enfin, arrivé à l’âge de soixante-quatorze ans, il se retira à Comacchio, où il continua cependant d’exercer son art. Frappé d’apoplexie en 1737, il languit quelques mois et mourut le 11 mai de l’année suivante.

## Œuvres
- Phtoes Therapeja cl. viri Jacobi Ripæ medici thesibus exposita a D.-A. Sancassani medico totidem antithesibus contradicta, Guastalla, 1683, in-4° ;
- Polyandrium, nempe dissertationum epistolarium, quibus medica eruditis intersternendo, sepulchralia nonnulla monumenta, tum nova, tum antiqua, ab obscuritatis situ ac squallore vindicata, doctorum criteriis sistuntur, Enneas, cui attexitur Suggrundarii specimen, Ferrare, 1701, in-4°. C’est le prospectus d’un ouvrage historico-médical que l’auteur n’a point publié. Une des dissertations qu’il devait contenir a été imprimée à Venise, en 1792, sous le titre de Notices historiques sur l’église de St-Pierre in Silvis de Bagnacavallo.
- Explication de la manière de guérir les blessures, enseignée par un auteur français moderne, Forlì, Santi, 1707, in-8°. Cet opuscule est comme une introduction à la traduction de l’ouvrage de Belloste. Sancassani voulut démontrer que la méthode de l’auteur pour la guérison des blessures avait déjà été proposée par le chirurgien Cesare Magati.
- Le Chirurgien en campagne, ou Manière sûre et vraie de soigner les blessés dans les armées, ouvrage traduit du français, Venise, 1708, in-8°, et 1729, 2 vol. in-8°. C’est la traduction du livre de Belloste qui a pour titre : le Chirurgien d’hôpital.
- Aphorismes généraux pour le traitement des blessures d’après Magati, Venise, 1713, in-8° ;
- l’Anatomie des eaux, observations et expériences posthumes d’un philosophe, Padoue, 1715, in-8° ;
- Magati ressuscité pour l’avantage des blessés et pour servir de guide à ceux qui les soignent, Padoue, in-12. C’est le prospectus d’un ouvrage qui n’a pas été publié séparément, mais qui se trouve dans l’édition des œuvres de Sancassano.
- Dilucidations médico-chirurgicales, Rome, 1731 - 1738, 4 vol. in-fol. Dans ce recueil se trouvent non-seulement les ouvrages que nous avons cités, mais encore plusieurs écrits de Magati et des chirurgiens de son école.
- Philosophie de Callimaque Neridio, P. A. (pasteur arcadien) (le P. Tommaso Ceva, jésuite), en 6 livres, traduits du latin en vers libres par son ami Olpio Acheruntino, P. A. (Sancassani), Venise, 1732. C’est à tort que Portai attribue à Sancassano les Cinque disinganni chirurgici per la cura delle ferite, imprimés à Venise en 1713. Cet ouvrage appartient à Antonio Bonaccini, chirurgien de Comacchio, mais il est possible que Sancassani y ait mis la main. Les écrits de ce médecin, qui sont restés inédits, pourraient fournir la matière de dix volumes in-folio. Ses ouvrages attestent une érudition profonde et variée, mais aussi une certaine confusion et bizarrerie dans les idées. Sancassani appartenait à plusieurs académies italiennes, entre autres à celle des Arcades de Rome, où il avait été reçu sous les noms déjà cités d’Olpio Acheruntino.